# 小郡妻子3人殺害事件
小郡妻子3人殺害事件（おごおりさいしさんにんさつがいじけん）は、2017年6月に福岡県小郡市の住宅で福岡県警察の巡査部長Nの妻A、長男B、長女Cが殺害された事件である。Nが本事件の犯人として逮捕・起訴され、2024年1月9日に死刑が確定した。NはA殺害容疑で起訴された2017年7月に懲戒免職された。本事件の被害者数3人は現職警察官の犯行としては過去最多であった。

## 概要
2017年6月6日、福岡県小郡市の福岡県警通信指令課の巡査部長N（当時38歳）宅の1階台所でNの妻A（当時38歳）が、2階寝室布団の上で長男B（当時9歳）と長女C（当時6歳）が倒れているのをAの姉が発見した。3人ともすでに死亡しており、現場は無施錠であった上、煙が充満していた。BとCの首には紐のあとがあり、Aのそばには練炭があったことから、当初Aが無理心中を図ったものと見られていたが、司法解剖の結果Aの死因が首を圧迫されたことによる窒息死であることが発覚し、6月7日、福岡県警は本事件を殺人事件と断定し、小郡署に捜査本部を設置した。6月8日、A殺害の容疑でNが逮捕された。Nは容疑を否認したが、7月にA殺害容疑で起訴され、県警はNを懲戒免職した。Nは逮捕から一貫して殺害を否認していたが、2024年1月9日に死刑が確定した。

## 事件の経過
2017年6月5日19時ごろ、B、Cと自宅に帰宅した福岡県警察の通信指令課の巡査部長の男N（当時38歳）は、翌6日6時45分ごろに自宅を出て出勤するまで自宅にいた。
6月6日午前8時15分〜20分ごろ、Nの携帯電話に長男B（当時9歳）と長女C（当時6歳）が通う学校から「子供たちが学校に来ていない」と連絡があり、妻A（当時38歳）に電話したが出なかったとして、Nは自宅近くに住むAの姉に連絡した。Aの姉がN宅を訪れ、無施錠だった玄関ドアから中に入ると、家の中は煙が充満しており、台所に倒れているAを発見した。Nはこの間、県警本部からAの携帯電話を鳴らしており、Aの携帯電話に出たAの姉がNに状況を伝えた。Nは午前中9時20分ごろ、「『妹（A）が自殺している』と姉から電話があった」とし、110番通報扱いとして報告した。その後、BとCの遺体も発見された。発見当初はBとCの首に紐の跡があったこと、Aが倒れていた側に練炭があったこと、Nが「妻は育児に悩んでいた」と話したことなどから、県警はAによる無理心中と見ていた。
翌7日、司法解剖の結果、Aの死因が首を圧迫されたことによる窒息死と判明し、これを受けて福岡県警は本事件を何者かによる殺人事件と断定し、小郡署に捜査本部を設置した。
8日、福岡県警はAを絞殺した容疑でNを逮捕。Aの遺体の爪にNの微物が検出され、Aが殺害される際に引っ掻いた可能性が高いこと、Aの死亡推定時刻の6日午前0時〜6時の間にN以外の第三者が犯行を行うことは困難であったことを理由に逮捕に踏み切った。Nは容疑を否認し、Aの死亡推定時刻については「（２階寝室で４人で）寝ていた」と供述した。県警本部で行われた逮捕会見では、現職の警察官の逮捕を受けて、警務部長と首席監察官が3分以上に渡り、45度に上体を曲げて謝罪の姿勢を示した。
7月、A殺害容疑でNは起訴された。これを受けて県警はNを懲戒免職処分にした。その後、B、Cに対する殺害容疑でもNは再逮捕・追起訴された。

## 裁判
2019年12月13日、福岡地裁での裁判員裁判（柴田寿宏裁判長）はNに対して求刑通り死刑判決を下した。
Nは一貫して「一切身に覚えがなく事実無根です。冤罪です」「子どもを手にかけることは絶対にない」と無実を主張、Aの爪についていた微物については、「前日の夜、妻が自分を叩いた時に付いた可能性がある」と主張した。直接証拠がない中、検察側は3人の死亡推定時刻にNが自宅にいたこと、防犯カメラの映像から第三者がN宅に侵入したことが窺われないことなどから「被告が犯人であることは明らか」と主張していた。一方で弁護側は死亡推定時刻に幅があり、防犯カメラに死角があることを指摘して無罪を主張していた。
福岡地裁は、Nの無罪主張について、A、B、Cの死亡推定時刻とNが通常通り出勤していることから、Nが家族の遺体が自宅にあるにもかかわらずNは出勤したことになり、「何もせず普段どおり出勤することは考えられない」とした。また、N宅に第三者が侵入した「明らかな痕跡、形跡はなく、第三者の犯行であることをうかがわせるような具体的事情も見当たらない」ことを指摘し、外部犯の可能性も否定できるとした。以上から、「Aを殺害した犯人は被告人以外にいない」とした。
外部犯の可能性が否定できることから、B、Cを殺害したのはNかAの「どちらかとなる」とした上で、福岡地裁はAが６月6日以降も子供の予定を立てていたことや、同月19日のCの誕生日に向けてプレゼントをインターネットで購入して自宅に保管していたことなどから、「Aが子供たちを殺害したとは考えられない」とした。Nが3名を殺害したことを隠滅しようとしたと思われる行動をとっていたこと、A殺害をきっかけに衝動的に子供たちを殺害したという「想定が可能である」として、BとCを殺害した犯人もNであるとした。
Nは判決を不服として即日控訴した。
2021年9月15日、福岡高等裁判所（辻川靖夫裁判長）は、一審の死刑判決を支持し、弁護側の控訴を棄却した。弁護側は3人の死亡推定に疑いがあり、Nが自宅を出た後で第三者が殺害した可能性があるとして改めて無罪を主張、検察側は医学的治験から一審判決の死亡推定時刻が合理的であると反論していた。
2023年12月8日、最高裁判所第三小法廷（長嶺安政裁判長）は、弁護側の上告を棄却する判決を言い渡した。裁判官5人全員一致の結論だった。10月24日に行われた弁論では、弁護側は第三者の犯行の可能性があるなどとして改めて無罪を主張、検察は第三者の犯行の可能性を否定、上告を退けて死刑を言い渡すよう求めた。これに対し、第三小法廷は裁判記録を調査しても下級審の判決を覆す理由は見当たらないとした上で「3人の生命を奪った結果は重大。罪と向き合う姿勢を示さず、死刑はやむを得ない」と判断した。現在は、福岡拘置所に収監されている。
弁護側はこの最高裁判決に対して訂正申立てをしたが、2024年1月9日に最高裁第三小法廷はこれを棄却し、同日付でNの死刑判決が確定した。